# Carrer Agramunt (Sant Boi de Llobregat)
El Carrer Agramunt és una obra del municipi de Sant Boi de Llobregat (Baix Llobregat) inclosa en l'Inventari del Patrimoni Arquitectònic de Catalunya.

## Descripció
És un remarcable conjunt d'arquitectura de tipus popular, inicialment dels segles xvii i xviii, encara que hi ha algunes modificacions posteriors, com ara algunes de les entrades a les cases que han perdut el seu arc rebaixat. És interessant, per ser l'únic, a Sant Boi, el passadís, habitatge i pont que dona al carrer de l'Alou, construït sobre tres arcs de maó vist i amb embigat de fusta.

## Història
El nucli primitiu de la vila de Sant Boi es formà entorn del castell, entre el carrer del Pont, la Plaça del Pou Comú, el carrer Alou i també els carrers Major i Bardina.
Hi havia documentat al segle xi, també al nucli de la Pobla Arlovina, que amb les ampliacions posteriors ha esdevingut el barri del Centre. Cap al segle xvii, ja consta que l'antic nucli de l'Alou comprenia també el carrer Agramunt. El conjunt que aquí es relaciona és possiblement del segle xvii i XVIII, encara que la falta de datació exacta de les cases i la seva condició de cases de comparets o de menestralets, d'estil popular, fa difícil afinar més la cronologia.